# Campanula peshmenii
Campanula peshmenii är en klockväxtart som beskrevs av Adil Güner. Campanula peshmenii ingår i släktet blåklockor, och familjen klockväxter.
Artens utbredningsområde är Turkiet. Inga underarter finns listade i Catalogue of Life.